# Viimsi
Viimsi (em estoniano:  Viimsi vald) é um município rural estoniano localizado na região de Harjumaa.